# Bactericera reuteri
Bactericera reuteri är en insektsart som först beskrevs av Šulc 1913.  Bactericera reuteri ingår i släktet Bactericera, och familjen spetsbladloppor. Enligt den finländska rödlistan är arten nära hotad i Finland. Arten är reproducerande i Sverige. Artens livsmiljö är torra gräsmarker.